# النظام الإندونيسي الألماني للتحذير المبكر
مهمة النظام الألماني الإندونيسي للتحذير المبكر من التسونامي  (بالإنجليزية: German Indonesian Tsunami Early Warning Systemأو GITEWS) هو التعرف المبكر على حدوث تسونامي بغرض تحذير السكان؛ وقد بني النظام على إثر الدمار والضحايا البشرية من الزلزال الذي حدث تحت المحيط الهندي في عام 2004. وقد قام مركز البحوث الجيولوجية الألماني في بوتسدام بابتكار وتكوين النظام بمشاركة من 20 مؤسسة وطنية ودولية.

## تكوين النظام

### عوامات ومحسات
أنشيء نظام معقد يتكون من عوامات في المحيط ومحسات للضغط في قاع البحر، وأحهزة قياس الزلازل الأرضية وأجهزة قياس مستوى المياه على الأرض تتصل ب نظام التموضع العالمي والأقمار الصناعية الخاصة بالاتصالات. مجموع تلك الأجهزة تقارن قياساتها عند حدوث زلزال ببيانات محاكاة التسونامي وخواصه، فيمكنها بذلك معرفة وقوع تسونامي بالفعل في وقت مبكر، ومعرفة قدره بطريقة دقيقة وتحذر السكان في وقت قبل وصول الخطر إليهم. جميع تلك الأجزاء من النظام تتواصل مع بعضها البعض، وتصل جميعها إلى مركز حاسوبي فيقوم بحسابها واستنتاج نتائجها.
وقد قام مركز هلمهولتز لمجموعة البحوث الألمانية بتجهيز وتجربة العوامات الأولى لاختبارها قبال سواحل سومطرة. كما قامت سفن البحوث العلمية الألمانية (مثل سفينة بحوث (زونه ، 1969)) قبال الجزر «سيميولوي» و «نياس» قبال سومطرة بقياس قاع المحيط عبر أعماق تصل إلى 5000 متر تحت سطح المحيط ودونتها في خرائط رقمية.
كما توضع حاليا محسات قياس أمام سواحل أندونيسيا في قاع البحر لغرض قياس تغيرات التصدعات مثل الزلزال أو التصدعات الجبلية تحت سطح البحر. وتتواصل محساتها للضغط مع محسات العوامات وتعطي قياسات قاع البحر بطريقة صوتية إلى العوامات. وهذا يحتاج إلى تطوير محس ضغط معقد يسمى «أو بي إس لوبستر» OBS Lobster ويقوم بتطويره قسم IFM-GEOMAR في معهد لايبنتز لعلوم البحار، الألماني.

### الميل الأخير
تتبوء الجهات الرسمية المحلية والبوليس والجيش مسؤولية إنذار السكان واخطارهم في حالة الخطر. فإذا اكتشف خطر تسونامي يهدد سكان إندونيسيا يقوم GITEWS بإخطار تلك الجهات الرسمية. وفي إطار «مشروع الميل الأخير» لمشروع GITEWS فسوف يحدد مع الجهات الرسمية، كيفية توصيل الإنذار سريعا إلى السكان في حالة الخطر.

## مسيرة المشروع
في ربيع عام 2005 كانت الأفكار الابتدائية في «جمعية هلمهولز العلمية» بالتعاون مع وزارة التعليم والبحث العلمي الفدرالية الألمانية لإنشاء نظام للإنذار المبكر للتسونامي.
وفي 11 نوفمبر 2008 تم تدشين نظام التحذير المبكر للتسونامي بحضور الرئيس الإندونيسي سوسيلو بامبانغ يودهويونو وبدأ مرحلة العمل الاختبارية.
وفي 29 مارس سلم النظام إلى الجهات الإندونيسية المسؤولة في احتفال كبير وسلم بذلك مشروع GITEWS في الوعد المحدد له.

وفي 14 أكتوبر 2011 أعلن أن جميع العوامات وعددها 8 أصبحت لا تعمل، إما بسبب رسو مراكب صيد عليها أو بسبب عمل تخريبي.

## فشل غير حقيقي
حدث تسونامي بعد زلزال سومطرة في أكتوبر 2010 (يوم 26 أكتوبر 2010) قبالة جزر منتاواي غرب سومطرة، وأذيع أن نظام التحذير لم يعمل. ويقال أن عوامتين من عواملات النظام لم تعملا بسبب رسو مراكب صيد عليهما.
ولكن سبب ذلك كان هو قرب مكان حدوث الزلزال من تلك الجزر؛ فقد انطلق التحذير من نظام GITEWS بعد أربعة دقائق و 46 ثانية من حدوث الزلزال، وخلال ذلك الوقت اجتاح التسونامي جزيرة بانغاي.

## اقرأ أيضا
- تسونامي المحيط الهندي عام 2004
- تسونامي

## وصلات خارجية
- Deutsch-indonesisches Frühwarnsystem, Informationen zum Frühwarnsystem
- Seebeben – und das Tsunami-Frühwarnsystem, Informationen des BMBF
- Informationen des DLR zum Frühwarnsystem, 11. November 2008
- Wer hat die Boje geklaut? Deutsche Forscher helfen beim Aufbau eines Tsunami-Frühwarnsystems. In: دي تسايت, Nr. 24/2006
- Erdbeben bei Java: Ortung in weniger als fünf Minuten. In: Innovations Report, 8. August 2007
- قالب:Der Spiegel